# Bruine eikenpage
De bruine eikenpage (Satyrium ilicis) is een vlinder uit de familie Lycaenidae (kleine pages, vuurvlinders en blauwtjes).

## Uiterlijk
De voorvleugellengte is ongeveer 16 millimeter. De kleur van de vleugels is bruin aan de bovenzijde. Het vrouwtje heeft op de voorvleugel een oranje vlek. Aan de onderzijde van de achtervleugel is een rij kleine witte vlekjes te zien die tezamen een dun lijntje vormen. Op de voorvleugel loopt dit lijntje nog vager door. Aan de buitenkant van het lijntje op de achtervleugel bevinden zich enkele oranje zwart omrande maanvormige vlekjes. Daarbuiten loopt nogmaals een wit lijntje. De achtervleugel heeft voorts een klein staartje, bij de basis waarvan soms een blauwe vlek zichtbaar is.

## Levenswijze
De bruine eikenpage legt in totaal naar schatting 50-75 eieren op twijgen van de waardplant. De eitjes worden een voor een afgezet op 1 tot 1,5 meter hoogte, veelal op de zuidoostkant op een gladde tak of stam. De waardplant van de vlinder is zoals de naam al doet vermoeden de eik. De bruine eikenpage is bekend van de moseik (Quercus cerris), steeneik (Quercus ilex), wintereik (Quercus petraea), donzige eik (Quercus pubescens) en de zomereik (Quercus robur). Het vrouwtje heeft een voorkeur voor kleine exemplaren. Het ei overwintert. In april sluipen de rupsjes uit. Deze eten aanvankelijk van de uitlopende twijgjes, later eten ze van het blad, waarvan eerst de hoofdnerf doorgebeten wordt. De rupsen worden door mieren bezocht, maar zijn er niet van afhankelijk. Het rupsstadium duurt 28 tot 34 dagen. De soort verpopt tussen het dorre blad vlak bij de waardplant en maakt zich daar vast aan gras of een andere stengel. Het popstadium duurt 14 tot 23 dagen. De vliegtijd is van begin juni tot midden augustus in een jaarlijkse generatie. De imago leeft 12 tot 24 dagen. Ze hebben een behoorlijke nectarbehoefte en gebruiken daarvoor met name braam. 

## Verspreiding
De soort komt voor van Noord-Denemarken, Zuid-Zweden en Estland tot Noord- Spanje en Zuid-Italië en van West-Frankrijk tot Anatolië.
In Nederland komt de bruine eikenpage vrij plaatselijk en vrij schaars voor. Het is echter een vlindersoort die door de verborgen levenswijze zeer gemakkelijk over het hoofd kan worden gezien. Alleen mannetjes die zich op bloeiende braamstruwelen ophouden, kunnen makkelijk ontdekt worden. Wellicht is de bruine eikenpage dus algemener dan tot nu toe wordt aangenomen. De bruine eikenpage staat op de Nederlandse Rode lijst dagvlinders en is in Nederland kwetsbaar.

### Biotoop
De vlinder wordt aangetroffen open struwelen met eik waarin plaatselijk begroeiing van braam of sporkehout voorkomt.